# Cleveland Browns 2025
La stagione 2025 dei Cleveland Browns sarà la 77ª della franchigia, la 73ª nella National Football League e la sesta con Kevin Stefanski come capo-allenatore.

## Scelte nel Draft 2025
| Scelte dei Browns nel Draft 2024 |        |                                      |                                      |                                      |                               |
| Giro                             | Scelta | Giocatore                            | Ruolo                                | College                              | Note                          |
| 1                                | 2      | Scambiata con i Jacksonville Jaguars | Scambiata con i Jacksonville Jaguars | Scambiata con i Jacksonville Jaguars |                               |
| 1                                | 5      | Mason Graham                         | DT                                   | Michigan                             | da Jacksonville               |
| 2                                | 33     | Carson Schwesinger                   | LB                                   | UCLA                                 |                               |
| 2                                | 36     | Quinshon Judkins                     | RB                                   | Ohio State                           | da Jacksonville               |
| 3                                | 67     | Harold Fannin Jr.                    | TE                                   | Bowling Green                        |                               |
| 3                                | 94     | Dillon Gabriel                       | QB                                   | Oregon                               | da Buffalo                    |
| 4                                | 104    | Scambiata con i Jacksonville Jaguars | Scambiata con i Jacksonville Jaguars | Scambiata con i Jacksonville Jaguars |                               |
| 4                                | 126    | Dylan Sampson                        | RB                                   | Tennessee                            | da Minnesota via Jacksonville |
| 5                                | 139    | Scambiata con i Minnesota Vikings    | Scambiata con i Minnesota Vikings    | Scambiata con i Minnesota Vikings    |                               |
| 5                                | 144    | Shedeur Sanders                      | QB                                   | Colorado                             | da New England via Seattle    |
| 5                                | 164    | Scambiata con i Philadelphia Eagles  | Scambiata con i Philadelphia Eagles  | Scambiata con i Philadelphia Eagles  | da Detroit                    |
| 5                                | 166    | Scambiata con i Seattle Seahawks     | Scambiata con i Seattle Seahawks     | Scambiata con i Seattle Seahawks     | da Houston                    |
| 6                                | 179    | Scambiata con i Houston Texans       | Scambiata con i Houston Texans       | Scambiata con i Houston Texans       |                               |
| 6                                | 192    | Scambiata con i Seattle Seahawks     | Scambiata con i Seattle Seahawks     | Scambiata con i Seattle Seahawks     | da Miami via Chicago          |
| 6                                | 200    | Scambiata con i Jacksonville Jaguars | Scambiata con i Jacksonville Jaguars | Scambiata con i Jacksonville Jaguars | da Minnesota                  |
| 6                                | 204    | Scambiata con i Buffalo Bills        | Scambiata con i Buffalo Bills        | Scambiata con i Buffalo Bills        | da Detroit                    |
| 6                                | 216    | Scambiata con i Houston Texans       | Scambiata con i Houston Texans       | Scambiata con i Houston Texans       | Scelta compensatoria          |
| 7                                | 218    | Scambiata con i Los Angeles Chargers | Scambiata con i Los Angeles Chargers | Scambiata con i Los Angeles Chargers |                               |
| 7                                | 240    | Scambiata con i Chicagi Bears        | Scambiata con i Chicagi Bears        | Scambiata con i Chicagi Bears        | da Minnesota                  |
| 7                                | 255    | Scambiata con i Houston Texans       | Scambiata con i Houston Texans       | Scambiata con i Houston Texans       | Scelta compensatoria          |

## Staff
| Staff dei Cleveland Browns |
| --- |
| Organi dirigenziali - Proprietari – Jimmy Haslam, Dee Haslam, Whitney Haslam-Johnson, J. W. Johnson - Chief strategy officer – Paul DePodesta - Vice presidente esecutivo/COO – David Jenkins - Vice presidente esecutivo dell'amministrazione del football/general manager – Andrew Berry - Assistente general manager/vice presidente delle operazioni del football – Catherine Hickman - Assistente general manager/vice presidente del personale dei giocatori – Glenn Cook - Vice presidente dell'amministrazione del football – Chris Cooper - Vice presidente di ricerca e strategia – Andrew Healy - Vice presidente del personale dei giocatori e sviluppo – Ken Kovash - Direttore dell'amministrazione del football – Taylor Young - Direttore del personale dei giocatori – Dan Saganey - Direttore degli osservatori dei professionisti – Adam Al-Khayyal - Direttore degli osservatori del college – Max Paulus - Personale senior/dirigente degli allenatori – Bob Quinn - Consulente esecutivo senior del GM – Jimmy Raye III - Consulente del GM – Chris Polian - Direttore delle operazioni del football – Tyler Hamblin - Direttore delle operazioni del football & processo – Joy Tapajcik - Direttore di ricerca e strategia – Dave Giuliani - Direttore della ricerca degli osservatori – Mike Cetta - Direttore dei sistemi informativi del football – Brad DeAngelis Capo allenatore - Capo-allenatore – Kevin Stefanski - Assistente c.a./coordinatore degli special team – Ray Ventrone Altri allenatori - Director of high performance – Shaun Huls - Preparatore atletico – Larry Jackson - Assistente p.a./scienza sportiva – Josh Christovich - Assistente p.a. – Monty Gibson - Assistente p.a. – Dale Jones - Assistente p.a. – Evan Marcus - Direttore della nutrizione – Katy Meassick Allenatori dell'attacco - Coordinatore offensivo – Tommy Rees - Quarterback – Bill Musgrave - Running back – Duce Staley - Coordinatore gioco sui passaggi/wide receiver – Chad O'Shea - Assistente wide receiver – Stephen Bravo-Brown - Tight end – Christian Jones - Offensive line – Mike Bloomgren - Assistente offensive line – Sanders Davis - Assistente offensive line – Ben Wilkerson - Specialista gioco sui passaggi – Nick Charlton - Bill Willis diversity coaching fellow – Nemo Washington Allenatori della difesa - Coordinatore difensivo – Jim Schwartz - Defensive line – Jacques Cesaire - Assistente defensive line – Adam Morris - Linebacker – Jason Tarver - Cornerback – Brandon Lynch - Safety – Ephraim Banda - Assistente difesa – Zach Dunn - Controlla qualità difesa – Jeff Anderson Allenatori dello special team - Assistente special team – Kyle Hoke |

## Roster
| Roster dei Cleveland Browns |
| --- |
| Quarterback - 17 Dorian Thompson-Robinson - 5 Jameis Winston - 2 Bailey Zappe Running Back - 34 Jerome Ford - 27 D'Onta Foreman - 36 Troy Hairston - 42 John Kelly Jr. Wide Receiver - 89 Kaden Davis - 3 Jerry Jeudy - 8 Elijah Moore - 11 James Proche - 80 Jamari Thrash - 81 Michael Woods II Tight End - 88 Jordan Akins - 82 Brenden Bates - 87 Tre' McKitty - 86 Blake Whiteheart Offensive Linemen - 75 Joel Bitonio G - 72 Geron Christian T - 78 Jack Conklin T - 67 Javion Cohen G - 68 Michael Dunn G - 65 Germain Ifedi T - -- Brady Latham G - 61 Roy Mbaeteka T - 60 Julian Pearl T - 55 Ethan Pocic C - 77 Wyatt Teller G - 69 Lorenzo Thompson T - 70 Zak Zinter G Defensive Linemen - 97 Jowon Briggs DT - 62 Michael Dwumfour DT - 95 Myles Garrett DE - 51 Michael Hall Jr. DT - -- Ralph Holley DT - 96 James Houston DE - 90 Maurice Hurst Jr. DT - 92 Sam Kamara DT - 54 Ogbonnia Okoronkwo DE - 99 Cameron Thomas DE - 94 Dalvin Tomlinson DT Linebacker - 30 Devin Bush Jr. ILB - 43 Mohamoud Diabate ILB - 98 Marcus Haynes LB - 58 Jordan Hicks ILB - 39 Khaleke Hudson ILB - 59 Winston Reid OLB - 52 Elerson G. Smith LB - 40 Nathaniel Watson OLB Defensive Back - 35 Chigozie Anusiem CB - 37 D'Anthony Bell SS - 28 Trey Dean III S - 9 Grant Delpit SS - 41 Chris Edmonds FS - 23 Martin Emerson CB - 31 Mike Ford Jr. CB - 26 Myles Harden CB - 33 Ronnie Hickman FS - 12 Rodney McLeod SS - 29 Cameron Mitchell CB - 1 Juan Thornhill FS - 21 Denzel Ward CB Special Team - 13 Corey Bojorquez P - 7 Dustin Hopkins K - 47 Charley Hughlett LS - 10 Andre Szmyt P - 50 Rex Sunahara LS Lista delle riserve - 74 Hakeem Adeniji T (IR) - 18 David Bell WR - 38 Tony Brown CB (IR) - 24 Nick Chubb RB (PUP) - 34 Jerome Ford RB - 53 Nick Harris C - 93 Shelby Harris DT - 22 Nyheim Hines RB (NF-Inj.) - 66 James Hudson T - 47 Charley Hughlett LS - 90 Maurice Hurst II DT - 79 Dawand Jones T - 6 Jeremiah Owusu-Koramoah OLB - 0 Greg Newsome II CB - 85 David Njoku TE - 20 Pierre Strong Jr. RB - 84 Geoff Swaim TE - 19 Cedric Tillman WR - 4 Deshaun Watson QB (IR) - 71 Jedrick Wills T - 91 Alex Wright DE - 56 Luke Wypler C (IR) Roster aggiornato al 30 gennaio 2025 66 attivi, 22 inattivi |
| Legenda - I rookie sono in corsivo. - Il primo ruolo è il principale mentre gli eventuali successivi indicano i ruoli secondari. - (IR) sta per Injured Reserve ed indica la lista ristretta per un solo giocatore infortunato che può tornare ad allenarsi dopo la settimana 6 e a rientrare in prima squadra dopo che questa ha giocato 8 partite. - (NF-Inj.) / (NF-Ill.) stanno rispettivamente per Non-Football Injured e Non-Football Illness ed indicano le liste dove viene inserito un giocatore che ha un infortunio o una malattia non dipendente dal football americano. - (PUP) sta per Physically Unable to Perform ed indica la lista dove viene inserito un giocatore mentre è in attesa di recuperare la condizione fisica. Nella stagione regolare dopo la sesta partita giocata dalla propria squadra, il giocatore ha tempo tre settimane per riprendere ad allenarsi, più tre settimane aggiuntive dal suo rientro agli allenamenti per rientrare in prima squadra. |

## Precampionato
Il 14 maggio 2025 furono annunciate le gare del precampionato.
| Precampionato |           |           |                       |           |        |                         |               |         |
| Settimana     | Data      | Ora (ET)  | Avversario            | Risultato | Record | Stadio                  | TV            | Sintesi |
| 1             | 8 agosto  | 7:00 p.m. | @ Carolina Panthers   | V 30-10   | 1-0    | Bank of America Stadium | WEWS-TV (ABC) | Sintesi |
| 2             | 16 agosto | 1:00 p.m. | @ Philadelphia Eagles | V 22-13   | 2-0    | Lincoln Financial Field | WEWS-TV (ABC) | Sintesi |
| 3             | 23 agosto | 1:00 p.m. | Los Angeles Rams      | -         | -      | Huntington Bank Field   | WEWS-TV (ABC) | -       |

## Stagione regolare

### Calendario
Il calendario della stagione regolare fu reso noto il 14 maggio 2025.
| Stagione regolare |                    |                    |                        |                    |                    |                                    |                    |                    |
| Settimana         | Data               | Ora (ET)           | Avversario             | Risultato          | Record             | Stadio                             | TV                 | Sintesi            |
| 1                 | 7 settembre        | 1:00 p.m.          | Cincinnati Bengals     | -                  | -                  | Huntington Bank Field              | Fox                | -                  |
| 2                 | 14 settembre       | 1:00 p.m.          | @ Baltimore Ravens     | -                  | -                  | M&T Bank Stadium                   | CBS                | -                  |
| 3                 | 21 settembre       | 1:00 p.m.          | Green Bay Packers      | -                  | -                  | Huntington Bank Field              | Fox                | -                  |
| 4                 | 28 settembre       | 1:00 p.m.          | @ Detroit Lions        | -                  | -                  | Ford Field                         | Fox                | -                  |
| 5                 | 5 ottobre          | 9:30 a.m.          | Minnesota Vikings (I)  | -                  | -                  | Tottenham Hotspur Stadium (Londra) | NFL Network        | -                  |
| 6                 | 12 ottobre         | 1:00 p.m.          | @ Pittsburgh Steelers  | -                  | -                  | Acrisure Stadium                   | CBS                | -                  |
| 7                 | 19 ottobre         | 1:00 p.m.          | Miami Dolphins         | -                  | -                  | Huntington Bank Field              | CBS                | -                  |
| 8                 | 26 ottobre         | 1:00 p.m.          | @ New England Patriots | -                  | -                  | Gillette Stadium                   | Fox                | -                  |
| 9                 | Settimana di pausa | Settimana di pausa | Settimana di pausa     | Settimana di pausa | Settimana di pausa | Settimana di pausa                 | Settimana di pausa | Settimana di pausa |
| 10                | 9 novembre         | 1:00 p.m.          | @ New York Jets        | -                  | -                  | MetLife Stadium                    | CBS                | -                  |
| 11                | 16 novembre        | 4:25 p.m.          | Baltimore Ravens       | -                  | -                  | Huntington Bank Field              | CBS                | -                  |
| 12                | 23 novembre        | 4:05 p.m.          | @ Las Vegas Raiders    | -                  | -                  | Allegiant Stadium                  | CBS                | -                  |
| 13                | 30 novembre        | 1:00 p.m.          | San Francisco 49ers    | -                  | -                  | Huntington Bank Field              | CBS                | -                  |
| 14                | 7 dicembre         | 1:00 p.m.          | Tennessee Titans       | -                  | -                  | Huntington Bank Field              | Fox                | -                  |
| 15                | 14 dicembre        | 1:00 p.m.          | @ Chicago Bears        | -                  | -                  | Soldier Field                      | Fox                | -                  |
| 16                | 21 dicembre        | 1:00 p.m.          | Buffalo Bills          | -                  | -                  | Huntington Bank Field              | CBS                | -                  |
| 17                | 28 dicembre        | 1:00 p.m.          | Pittsburgh Steelers    | -                  | -                  | Huntington Bank Field              | CBS                | -                  |
| 18                | 3/4 gennaio        | Da def.            | @ Cincinnati Bengals   | -                  | -                  | Paycor Stadium                     | Da def.            | -                  |

Note:
- Gli avversari della propria division sono in grassetto.
- Il simbolo "@" indica una partita giocata in trasferta.
- (I) indica una partita delle NFL International Series.
- Data e orario della gara del diciottesimo turno saranno stabilite dopo lo svolgimento del diciassettesimo turno.